# Ese Brume
Ese Brume (* 20. Januar 1996 in Ughelli) ist eine nigerianische Leichtathletin, die sich auf den Weitsprung spezialisiert hat. Sie ist Medaillengewinnerin bei Olympischen Spielen und Weltmeisterschaften sowie mehrfache Afrikameisterin. Seit 2021 ist sie mit einer Weite von 7,17 m zudem afrikanische Rekordhalterin.

## Sportliche Laufbahn
Erste internationale Erfahrungen sammelte Ese Brume bei den Juniorenafrikameisterschaften 2013 in Réduit, bei denen sie mit 6,33 m die Goldmedaille im Weitsprung gewann, wie auch in 46,28 s mit der nigerianischen 4-mal-100-Meter-Staffel. Zudem gewann sie im Dreisprung mit einer Weite von 12,52 m die Silbermedaille hinter der Lesotherin Lerato Sechele. Im Jahr darauf schied sie bei den Juniorenweltmeisterschaften in Eugene mit der Staffel und auch im Weitsprung mit 5,18 m in der Qualifikation aus. Anschließend siegte sie bei den Commonwealth Games in Glasgow und bei den Afrikameisterschaften in Marrakesch mit 6,56 m bzw. 6,50 m. Anschließend wurde sie beim Continental-Cup in Marrakesch mit einer Weite von 6,34 m Fünfte. 2015 siegte sie bei den Juniorenafrikameisterschaften in Addis Abeba im Weit- und Dreisprung mit 6,33 m und 13,16 m sowie mit der nigerianischen Stafette. Zudem gewann sie im 100-Meter-Lauf in 11,86 s die Bronzemedaille. Im September nahm sie erstmals an den Afrikaspielen in Brazzaville teil und belegte dort mit 6,23 m Rang vier. 2016 verteidigte sie bei den Afrikameisterschaften in Durban mit windunterstützten 6,57 m ihren Titel und qualifizierte sich damit erstmals für die Olympischen Spiele in Rio de Janeiro, bei denen sie mit einer Weite von 6,81 m im Finale den fünften Platz belegte.
2017 nahm sie erstmals an den Weltmeisterschaften in London teil und schied dort mit 6,38 m bereits in der Qualifikation aus. Im Jahr darauf siegte sie bei den Afrikameisterschaften im heimischen Asaba mit 6,83 m zum dritten Mal in Folge und wurde anschließend beim Continental-Cup in Ostrava mit 6,61 m Vierte. 2019 sprang sie bei den türkischen Meisterschaften erstmals über die 7-Meter-Marke und siegte kurz darauf bei den Afrikaspielen in Rabat mit einer Weite von 6,69 m. Sie qualifizierte sich damit auch für die Weltmeisterschaften in Doha, bei denen sie mit 6,91 m im Finale die Bronzemedaille hinter der Deutschen Malaika Mihambo und Maryna Bech-Romantschuk aus der Ukraine gewann. 2020 wurde sie bei der Doha Diamond League mit 6,71 m Zweite und 2021 siegte sie Mitte Mai mit 6,45 m bei den USATF Open, ehe sie beim Chula Vista Field Fest mit 7,17 m siegte und damit den Afrikarekord ihrer Landsfrau Chioma Ajunwa verbesserte. Sie galt damit als Medaillenanwärterin für die Olympischen Sommerspiele in Tokio und gewann dort mit einer Weite von 6,97 m im Finale die Bronzemedaille hinter der Deutschen Malaika Mihambo und Brittney Reese aus den Vereinigten Staaten. Zudem verpasste sie mit der 4-mal-100-Meter-Staffel mit 43,25 s den Finaleinzug.
2022 startete sie bei den Hallenweltmeisterschaften in Belgrad und gewann dort mit einer Weite von 6,85 m die Silbermedaille hinter der Serbin Ivana Vuleta. Im Mai siegte sie mit 6,90 m beim Puerto Rico International Athletics Classic und anschließend mit 6,72 m beim USATF Throws Fest. Daraufhin wurde sie beim Prefontaine Classic mit 6,82 m Zweite und siegte dann mit 6,92 m beim CITIUS Meeting und siegte mit 6,66 m beim Meeting International de Sotteville. Mitte Juli erreichte sie bei den Weltmeisterschaften in Eugene das Finale und gewann dort mit 7,02 m die Silbermedaille hinter der Deutschen Malaika Mihambo. Daraufhin siegte sie bei den Commonwealth Games in Birmingham mit 7,00 m. Im Jahr darauf siegte sie mit 6,77 m beim Botswana Golden Grand Prix sowie mit 6,81 m beim Memoriał Janusza Kusocińskiego. Im August erreichte sie bei den Weltmeisterschaften in Budapest das Finale und verpasste dort mit 6,84 s als Vierte eine Medaille. Anschließend wurde sie bei der Xiamen Diamond League mit 6,71 m Dritte und kurz darauf beim Prefontaine Classic mit 6,85 m Zweite. 2024 verteidigte sie bei den Afrikaspielen in Accra mit windunterstützten 6,92 m ihren Titel im Weitsprung und im Juni siegte sie mit 6,73 m zum vierten Mal bei den Afrikameisterschaften in Douala. Im August belegte sie bei den Olympischen Sommerspielen in Paris mit 6,70 m im Finale den fünten Platz.
In den Jahren 2014 sowie 2016, 2017 und 2022 wurde Brume nigerianische Meisterin im Weitsprung. Sie absolvierte ein Studium für Mikrobiologie an der University of Benin in Nigeria und absolviert aktuell eine Ausbildung an der Ostmediterrane Universität in Famagusta.

## Persönliche Bestleistungen
- Weitsprung: 7,17 m (+1,1 m/s), 29. Mai 2021 in Chula Vista (Afrikarekord)